# Gaby (cantante)
Winston Alfaro Brown Jr. (Río Abajo, Panamá, 3 de octubre de 1965), más conocido por su nombre artístico Gaby, es un cantante y rapero panameño de Reggae en Español y Reggaeton. Es mejor conocido por su sencillo de 1992 "Meneaíto", que fue un gran éxito en toda América del Sur y Central. Gaby abandonó la escena musical en 1998. Sin embargo, regresó en 2016. Gaby reside actualmente en Miami Florida.

## Biografía
Gaby nació el 3 de octubre de 1965 en Río Abajo, un corregimiento dentro de la ciudad de Ciudad de Panamá, Panamá.Gaby también tiene otros dos hermanos. Las ocupaciones de sus padres tuvieron una fuerte influencia en el rumbo que tomó Gaby en la vida. Su padre era jugador de béisbol profesional y llegó a los Astros de Houston Triple A. Su madre trabajaba en una tienda de música en Panamá llamada Palacio Musical. Gaby también jugó béisbol y fútbol durante su adolescencia. Esto culminó con ser el capitán del equipo de fútbol de su escuela secundaria mientras asistía al Instituto Técnico Don Bosco.Gaby también pasaba mucho tiempo en el trabajo con su madre, lo que lo exponía a una amplia gama de música nueva de forma regular. Él, junto con muchos otros jóvenes panameños, estuvo expuesto a artistas jamaicanos de reggae y dancehall como Buju Banton, Red Dragon y Yellowman, que cantaban y cantaban sobre instrumentos llamados riddims. Después de la secundaria, Gaby se especializó en diseño gráfico durante tres años en la Universidad de Panamá antes de dejar la escuela para comenzar su carrera musical.

## Carrera musical
Gaby, así como muchos otros músicos panameños de la época, encontraron inspiración en artistas locales como Renato, que interpretaban letras en español sobre riddims jamaicanos. Este estilo de música, nacido en Panamá, se llamó Reggae en Español y abrió el camino al Reggaetón. Gaby y su socio Orlando Lindsay se unieron para varios negocios relacionados con la música. Comenzaron organizando fiestas con Orlando como DJ y Gaby como rapera. Usaron una plantilla similar a la de los artistas locales populares en el sentido de que Orlando tocaba los riddims instrumentales de discos populares de artistas jamaicanos y Gaby hacía estilo libre en español de manera exagerada. Gaby y Orlando eventualmente establecieron una discoteca móvil llamada SOS (Super Original Sound) y organizan picnics en los parques durante la noche llamados "paseo nocturnos". Gaby y Orlando utilizaron una campaña de marketing única para generar interés en los picnics. En 1987, Gaby formó un grupo local llamado "Sweet Edition". El grupo lanzó su primer álbum homónimo con Tamayo Records en 1987. Este disco contenía la versión original de "El Meneíto". Fue grabado originalmente sobre "Duck Riddim" por el productor discográfico jamaicano King Jammy . Sweet Edition lanzó un segundo álbum llamado DURO DE MATAR en 1989, pero sus carreras musicales se vieron interrumpidas por la invasión estadounidense de Panamá. En 1990, Tamayo Records lanza "El Meneíto" a otros países a través del sello colombiano "Discos Fuentes". La canción fue incluida en una recopilación que incluía música latina como salsa, merengue y cumbia colombiana. La canción se convirtió en un gran éxito en toda Sudamérica y en las comunidades hispanas de Norteamérica. Estuvo 11 meses como la canción número uno en Venezuela sin que Gaby se diera cuenta de que su disco se había convertido en un éxito. Gaby conoció el acto de cumbia colombiana, Binomio de Oro de América . Gaby conoció a Luis Phillips y él la convenció para que se uniera a otros artistas de Reggae en Español para hacer un corte llamado "Las 4 Potencias Del Reggae". Presentaba a Gaby, Jam & Suppose, Reggae Sam y Renato. El grupo encontró el éxito y se convirtió en embajadores de la música de Panamá. Grabaron juntos un álbum recopilatorio llamado INDESTRUCTIBLES 100% . El álbum fue grabado y producido por Gary H Mason, también conocido como: Big Daddy G en los Estados Unidos en Lazur Studios, y diseñado por Patrick Giraudi. Las voces fueron grabadas en Panamá pero toda la instrumentación original fue producida y grabada por Big Daddy G. en Estados Unidos. Fue distribuido internacionalmente por BMG. Este álbum incluía instrumentación de nueva creación y grabación y letra de nueva creación y grabación de la canción titulada "El Meneaíto". Este fue el primer éxito internacional de Gaby. El video musical “El Meneaito” producido y dirigido por Gary Mason se convirtió en un gran éxito mundial. Gaby y el resto del equipo realizaron numerosas giras por América del Sur y Central durante años. Weet Edition ganaría los Premios Ronda en Venezuela.

### Regreso
En 1995, la relación entre Gaby y su manager, Luis, se deterioró hasta el punto de que ya no pudieron trabajar juntos. A pesar de sus mejores esfuerzos, Gaby no pudo recuperar el mismo nivel de impulso de años anteriores y no pudo mantenerse a sí mismo ni a su familia como músico. En 1998, Gaby se mudó con su familia a Alemania para empezar de nuevo. En Alemania trabajó como entrenador personal y volvió a las costumbres atléticas de su juventud. Permaneció en Alemania durante nueve años. Se mudó a Las Vegas en 2007 y trabajó en el Hotel Trump. Gaby hizo intentos intermitentes de volver a hacer música, pero no tomó en serio la actuación hasta 2016. Recibió una llamada telefónica de un amigo de Panamá llamado Alberto Smith. Alberto le informó a Gaby que los Panamá Urban Music Awards querían entregarle un Lifetime Achievement Award. Gaby estaba lidiando con la pérdida de su padre y el fin de su matrimonio. Gaby asistió a los Premios de la Música Urbana de Panamá y quedó gratamente sorprendido al descubrir que era recordado como un ícono de la música urbana panameña. Regresó para reintroducirse ante el público panameño. Alberto también le presentó a Maesa Mazur. Maesa, un artista urbano de Ecuador, lo trajo a Ecuador donde encontró un público receptivo.Gaby ha grabado y lanzado varios sencillos nuevos, ha aparecido recientemente en los medios y ha realizado varias presentaciones en vivo desde 2016.

### Confusión entre Gaby y El General
Debido a que ambos son de Río Abajo, ambos son parte de la misma generación de artistas de Reggae en Español y El General es considerado la cara internacional de la música Reggae panameña, ha habido un poco de confusión sobre cuál de ellos es el autor. de "El Meneaíto".

## Discografía

### Álbumes de estudio
- Dulce Edición - Dulce Edición - Tamayo Records (1987)
- Duro de Matar - Dulce Edición - Tamayo Records (1989)
- Meneaíto Vol II - Gaby - RCA Studios (1993)
- Bad Boys - Compilación - Jams Records (1995)

### Canciones
- "El Meneíto in Duck Riddim" - Gaby - Tamayo Records (1988)
- "El Meneaíto" - Gaby - BMG/Ragga Force (1992)
- Vengo a Mil - GABY - Lp - Coprodisa (1993)
- "Jump Dance" - Gaby - Kinnaps Records (1994)
- Comming Roof -Varios Artistas (1996)
- "Instinto Animal" - Gaby - SR (2017)
- "Ella Quiere" - Gaby - SR (2018)